# Monfalcone
Ne doit pas être confondu avec Montfalcone.
Monfalcone (Mofalcon en dialecte bisiaque vénète, Monfalcon en frioulan) est une ville italienne d'environ 30 000 habitants de la province de Gorizia, dans la région autonome du Frioul-Vénétie Julienne en Italie.
Le 1er mai 1945, les unités de la 2e division de Nouvelle-Zélande du XIIIe corps de la VIIIe Armée britannique font la jonction avec les troupes de la 4e armée yougoslave et celles du 9e Corps NOV slovène (partisans yougoslaves). 
Elle vit notamment grâce à son industrie de construction navale créée en 1907 (de nos jours nommé Cantiere Navale di Monfalcone et intégré au groupe Fincantieri, ce chantier naval était autrefois nommé Cantiere Navale Triestino). Son économie est aussi liée au tourisme, avec des pôles d’intérêt anciens (plages, carnaval) ou plus récents (port touristique, musées). Son port a la particularité de correspondre au point le plus au nord de la mer Méditerranée.

## Sport
La ville dispose de plusieurs installations sportives, parmi lesquelles le terrain sportif communal de Monfalcone, qui accueille la principale équipe de football de la ville, l'Unione Fincantieri Monfalcone.

## Administration
| Période                                  | Période  | Identité              | Étiquette       | Qualité |
| ---------------------------------------- | -------- | --------------------- | --------------- | ------- |
| 2006                                     | 2011     | Gianfranco Pizzolitto | L'Unione        |         |
| 2011                                     | 2016     | Silvia Altran         | Parti démocrate |         |
| 2016                                     | En cours | Anna Maria Cisint     | Ligue du Nord   |         |
| Les données manquantes sont à compléter. |          |                       |                 |         |

### Hameaux
Archi, Aris, Crosera, Lisert, Marina Julia, Marina Vecchia, Panzano, Pietrarossa, La Rocca, San Polo, Schiavetti, Cima di Pietrarossa, Bagni, Serraglio

### Communes limitrophes
Doberdò del Lago, Duino-Aurisina, Ronchi dei Legionari, Staranzano

## Jumelages
- Gallipoli (Italie).
- Neumarkt in Steiermark (Autriche).

## Personnalités
- Spartaco Fontanot (1922-1944), résistant FTP-MOI fusillé au Mont Valérien, né à Monfalcone.
- Gino Paoli (né en 1934), auteur-compositeur-interprète et ancien député italien, est né à Monfalcone, mais a grandi à Gênes.
- Sergio Miniussi (Monfalcone 1932 - Rome 1991), ami d'Umberto Saba et de Carlo Levi, il fut poète, dramaturge, journaliste, et documentariste à la RAI. Il a laissé un important roman inédit, Il marinaio russo (Le Marin russe).
- Fabio Frittelli (1966-2013), connu sous le pseudonyme Mo-Do, mannequin et chanteur (le plus souvent en allemand), du groupe italien de musique électronique Mo-Do, est né à Monfalcone.
- Stefano Zoff (né en 1966), boxeur, est né à Monfalcone.
- Elisa Toffoli (née en 1977), plus connue sous le nom de scène Elisa, autrice-compositrice-interprète, musicienne et arrangeuse, est née à Trieste, mais a grandi à Monfalcone.
- Filibert Benedetič (1935-2005), écrivain italien d'expression slovène, né dans la commune.

## Source
- Claudia Carraro d'Amore, Gli ospedali di Gorizia e Monfalcone, Storia per Immagini, Saonara (Pd), Tipografia Bertaggia, 2005, p. 70.